# Zennenat
Zennenat is een Belgisch bier. Het wordt gebrouwen door Brouwerij Den Herberg te Buizingen. Het heeft een alcoholpercentage van 6,0% en kent smaakevolutie door hergisting op de fles.
Het bier Zennenat ontstond in de schoot van de N-VA-jongerenafdeling Jong N-VA Zenneland. Deze vereniging omhelst de gemeenten Halle, Beersel, Sint-Pieters-Leeuw, Sint-Genesius-Rode, Drogenbos, Linkebeek en Pepingen.
Het etiket van het bier toont een statige leeuw met felle gele letters Zennenat en blond bier. Op het etiket staat ook een verwijzing naar de Vlaamse rand, het actiegebied van Jong N-VA Zenneland, geprangd tussen Brussel en Wallonië.
Om een gepaste naam te vinden voor het bier werd door Jong N-VA Zenneland een wedstrijd uitgeschreven. De naam Zennenat werd gesuggereerd door Marc Boschmans uit Lembeek en gekozen uit meer dan 50 ingezonden namen omwille van zijn uitgesproken band met de streek .